# Palais des sports de León
Le palais des sports de León est un hall omnisports situé à León, en Castille-et-León, où évolue le CB Ademar León club de Liga ASOBAL et le Club León Balonmano club de División de Honor femenino.

## Liste des équipes sportives
- Handball: CB Ademar León et le Club León Balonmano